# Герасим Йерисовски и Светогорски
Герасим (на гръцки: Γεράσιμος, Герасимос) е гръцки духовник, епископ на Цариградската патриаршия.

## Биография
В 1780 година е ръкоположен за епископ на Йерисос и Света гора в Извор. В 1789 година подава оставка.